# Шершнёв, Анатолий Афанасьевич
Шершнёв Анатолий Афанасьевич (19 сентября 1928, Красиловка, Киевский округ — 4 октября 1997, Кривой Рог, Днепропетровская область) — советский экономист. Доктор экономических наук (1982), профессор (1983).

## Биография
Родился 19 сентября 1928 года в селе Красиловка Иванковского района Киевской области.
В 1961 году окончил Криворожский горнорудный институт.
С 1965 года работал в Криворожском горнорудном институте: ассистент, старший преподаватель, доцент, профессор, с 1983 года — заведующий кафедрой экономики промышленного производства и строительства.
Умер 4 октября 1997 года в городе Кривой Рог Днепропетровской области.

## Научная деятельность
Специалист в области производственно-хозяйственной деятельности. Автор научных работ.
Основное направление научных исследований составляли методы оценки экономической эффективности производственно-хозяйственной деятельности горных предприятий; организация, планирование и оптимизация добычи железорудного сырья.

### Научные труды
- Организация производства и планирование на горнорудных предприятиях. — М., 1975.
- Эффективность очистной выемки на железорудных шахтах. — Киев, 1978.
- Эффективность специализации и концентрации вспомогательного производства в горной промышленности. — М., 1979.
- Капітальні вкладення та їх ефективність в умовах ринкової економіки: Посібник. — Кривий Ріг, 1995.
- Методы оценки экономической эффективности ресурсов и затрат в условиях рыночной экономики: Пособие. — Кривой Рог, 1997.